# 林家こん平
林家 こん平（はやしや こんぺい、1943年〈昭和18年〉3月12日 - 2020年〈令和2年〉12月17日 ）は、落語家。新潟県刈羽郡千谷沢村（のち小国町、現・長岡市）出身。本名：笠井 光男。愛称は「こんちゃん」。落語協会理事などを歴任するが、後述の病気により2006年4月から相談役となった。
出囃子は「佐渡おけさ」。血液型はA型。
演芸番組『笑点』において、放送開始当初から長らく大喜利メンバーの一人だったが、後述の病気により約1年間の休演を経て降板。現在は弟子のたい平が代理出演を経て、後任として出演している。

## 来歴・人物
初代林家三平に師事。当時の初代三平は二ツ目で本来ならば弟子を取れないはずだったが、米を一俵担いで弟子入りにきたこん平の熱意に負けたとされる。なお、この時点でこん平は既に「五番弟子」であったとされる。「こん平」の由来は、弟子入り当初はやせていて顔つきがキツネに似ていたからだという理由と、一門できつねうどんを食べていた際の、師匠初代三平の妻でこん平にとっては女将である海老名香葉子のひらめきによる。二ツ目時代から『笑点』などテレビやラジオに出演。『巨泉×前武ゲバゲバ90分!』（日本テレビ）では構成作家を務めた。
兄弟子の珍平が俳優に転業し、落語家としては廃業となった後は三平一門の惣領弟子となり、初代三平が54歳で死去した後は一門を統率する。このとき、落語協会分裂騒動など三平死去の前後に起きた様々な出来事の経緯から三平の弟子たちは「落語界の孤児」とでもいうべき状態となり、結果として元々移籍組で既に真打だった三升家勝二（現：8代目小勝）と色物芸人（林家ペー、林家ライス・カレー子など）を除く三平の全弟子が、こん平の弟子として直ることになる。かくして、分裂騒動の後遺症が長く尾を引いた落語協会の中で辛酸をなめつつも、林家こぶ平（現：9代目正蔵）、林家しん平といった初代三平の預かり弟子や、林家たい平、林家いっ平（現：2代目三平）ら直弟子など数多くの弟子を育て上げ、初代三平からの系譜を受け継ぐ落語家・芸人たちを事実上の一派としてまとめ上げてきた。
実際の性格は『笑点』や高座で見せる豪胆なものではなく、繊細なものであった。それ故、ストレスを紛らわすために酒量が多くなることがあり、後述の病気の要因のひとつになったとも言われている。また、卓球が得意なことでも知られており、『笑点』で共演する三遊亭小遊三と共に「らくご卓球クラブ」を創設。所属や芸種を問わず各業界から100名以上が参加するクラブとなり、自身は「世界ベテラン卓球大会」にも出場経験がある。
1985年8月12日、当時の笑点メンバー（5代目三遊亭圓楽、桂歌丸、こん平、初代林家木久蔵（現：林家木久扇）、三遊亭小遊三、三遊亭楽太郎（後の6代目三遊亭円楽）、古今亭朝次（後の7代目桂才賀）、山田隆夫）とともに、翌日の阿波踊りに参加するべく徳島入りの予定だったが、当初予約していた徳島空港行きの便が遅延した上、同空港の悪天候により条件付運航となった。そこで、1つ後に出発する日本航空123便に搭乗して神戸港から船で移動する案が出されたが、こん平の「いいじゃないかい、決まった便でゆったり行こうよ。きっと徳島空港に着陸できるよ」という提案により、当初の予定通り徳島行きの便に搭乗。このこん平の楽観主義が、結果として笑点メンバーを救うことになる。墜落事故については宿泊先のホテルへタクシーで移動中に知ったという。なお、123便には笑点メンバーと同行予定の広告代理店のスタッフが数名搭乗しており、墜落事故で犠牲となっている。

### 闘病
2004年8月、声帯を患い入院。この入院は長引き、番組開始以来ほぼ無欠勤で出演し続けていた『笑点』も2004年9月5日放送分を最後に初めて数回にわたって欠席することとなり、こん平の位置は座布団が積まれたまま空席となった。同年12月26日の放送から、こん平の弟子で若手大喜利のメンバーだった林家たい平が代役で出演することになる。
2005年5月22日、退院。当初「軽い脳梗塞も患っていた」と週刊誌で報道されたが、その後の同年3月に国立精神・神経センターの医師から多発性硬化症と診断されていたことを公表。退院後も通院しながらリハビリを行っていた。同年9月には笑点40周年記念本の撮影に参加し、他メンバーとは1年ぶりとなる顔合わせが実現した。
2006年、当時こん平は趣味の卓球ができるまで回復はしたものの噺家としての復帰は当面困難ということから、同年5月の『笑点』40周年を機に番組を降板し、こん平の代役であった弟子のたい平が後任として正式メンバーに昇格。『笑点』40周年スペシャルのエンディングでは、こん平直筆のメッセージを歌丸が代読した。
なお、たい平が正式にメンバーとなってからもこん平の生前中は「長期の休演扱い」とされており、たい平も「師匠が戻ってくるならいつでも席を譲る覚悟がある」と表明していたが、2020年の死去以降は「たい平が正式にメンバーに就任した（2006年5月）時点で正式に降板」という形に変わっている。
先述の多発性硬化症により一時入院を余儀なくされたが、2008年2月28日の『スーパーニュース』（フジテレビ）内のコーナーや、同年4月の『発見!人間力』（民教協・テレビ朝日ほか）で、卓球や発声練習、運動のリハビリを続けている様子が放送された。また、同年9月14日放送の『いつみても波瀾万丈』（日本テレビ）では、この日のゲスト出演者だった三遊亭小遊三と卓球をする姿が放送されている。小遊三は「らくご卓球クラブには毎週顔を出し、体調に合わせてプレーをしている。1年前の復帰当時は球をラケットに当てるのがやっとの感じだったが、今ではラリーもできるようになった。右肩上がり（の回復）だ」とコメントしている。
2009年11月8日に放送された『笑点』の5代目三遊亭圓楽追悼番組の前半部分（思い出トーク）にて5年ぶりに同番組に出演し、元気な姿を見せた。
2013年、かねてから患っていた糖尿病が悪化し、左足の壊死が進んで呼吸困難に陥り、緊急入院し一時は心肺停止の状態となった。一命は取り留めたものの、壊死した左足の指を切断し、半年後に退院。退院後は自宅で家族による介護を受けた。
2014年5月、こん平の介護およびマネジメントを担当していた二女の咲（えみ）が「一般社団法人林家こん平事務所」を設立。8月、都電荒川線で電車1両を借り切っての興行「都電落語会」のプロデュースを発表。同年8月22日に第1回の「都電落語会」が開催され、2024年度まで開催された。2014年10月15日放送の『笑点特大号』（BS日テレ）では、「都電大喜利」で三遊亭小遊三と弟子の林家ぼたんと共演している。
同年8月31日には『24時間テレビ 愛は地球を救う37』に出演。2013年に起きた自身の病状のエピソードとともに、その後遺症による左足壊死と右手の麻痺と闘いながらリハビリに取り組む姿が特集された。メインスタジオの日本武道館には次女とともに車椅子で訪れ「1、2、3、チャラーン!」を10年ぶりに披露した。
2015年8月23日、『24時間テレビ38』に出演。車いすでの登場だった昨年とは異なり、笑点の舞台（降板直前に座っていた右端である6枠、降板後はたい平がそのまま座り、現在は桂宮治が座っている）に、弟子のたい平とぼたんの力を借りて登場。正座が困難とされている中、笑点メンバーに見守られての着席となった。MCに促されるまもなく、声を振り絞り「1、2、3、チャラーン！」を披露。桂歌丸、林家木久扇、たい平らによるコメントの後、再度「チャラーン！」を披露し、2020年の『笑点』の大喜利並びに高座復帰を目指してリハビリを継続することを明らかにした。
2016年4月17日放送の『笑点』の真打昇進披露口上において、三本締めの発声として笑点本編に12年ぶりに出演した（新真打の中に、こん平の弟子である林家ぼたんが含まれていることによるもの）。
2016年8月27日の『24時間テレビ 愛は地球を救う39』には、同年のチャリティーマラソンのランナーを務めるたい平のスターターとして登場。直筆のメッセージが書かれたタオルをたい平に手渡し、「1、2、3、チャラーン！」の掛け声でマラソンがスタートした。8月28日のエンディングにも出演し、武道館にゴールしたたい平を出迎えた。
2019年4月17日、病院のMRI検査で小脳梗塞が発見され、そのまま緊急入院。手術は行わず投薬治療で回復し、5月3日に退院した。
2020年4月に体調を崩し、入院。一時は危機的な状況となったが持ち直して退院。しかしこの時点で「あと数か月」と余命宣告を受け、自宅で最期を迎えたいと終末医療を選択し、死去するまで療養していた。
2020年12月17日14時2分、誤嚥性肺炎のため、東京都豊島区の自宅で死去。77歳没。葬儀は近親者で行われ、訃報は同月21日に落語協会から公表された。2021年10月20日、「新潟県の名声を高め、県民のふるさと意識を高揚させた顕著な功績があったこと」を称え、新潟県民栄誉賞が授与された（受賞日は死没日の2020年12月17日付）。死去から約11か月後の2021年11月23日、「都電落語会7周年記念感謝祭」を兼ねて「偲ぶ会」が都内で行われた。また、『笑点』ではこん平の死去が発表されてから最初の放送の2020年12月27日放送のオープニングでこん平の追悼特集が放送された。
2018年の桂歌丸の死去により、『笑点』の第1回に出演した初代大喜利メンバーではこん平が最後の存命者となった。こん平の死去により全員が鬼籍に入り、そして翌2021年10月には初代座布団運びの桂文字助も死去したため、『笑点』第1回出演者は文字助の死去で全員がこの世を去った。

## 略歴

花菱は林家三平一門の定紋

- 1958年3月 - 中学卒業後、初代林家三平に入門。前座名「こん平」。
- 1962年11月 - 三遊亭吉生と共に二ツ目昇進。
- 1965年4月 - 『金曜夜席』（日本テレビ）出演。
- 1966年5月 - 『笑点』（日本テレビ）に第1回から出演[6]。
- 1969年3月 - 『笑点』初代司会者・7代目立川談志との対立により、こん平含むメンバー全員が降板。
- 1972年
  - 7月 - 『笑点』復帰。
  - 9月 - 三遊亭圓彌と共に真打昇進[22]。
- 2004年9月 - 『笑点』を休演。12月26日放送分から弟子のたい平が代役として出演。
- 2005年 - 多発性硬化症と診断されたことを公表。
- 2006年5月 - 『笑点』40周年を機に大喜利メンバーの座をたい平に譲り、『笑点』を降板。
- 2007年 - リハビリを続けながらも「第26回林家三平追善興行 林家一門会」にて高座復帰。
- 2010年3月 - 6年近い闘病・リハビリの日々を中心に半生をつづった著書を講談社から刊行。『笑点』ではたい平が翌月にPRした。
- 2020年12月17日14時2分 - 誤嚥性肺炎により死去[23]。77歳没。

## 笑点でのキャラクター
前身番組『金曜夜席』（日本テレビ）の第3回から参加した古参レギュラーであり、同番組ではオレンジ色の色紋付を着用。長らく隣が小難しいインテリ系のくすぐりを得意とする三遊亭楽太郎（後の6代目三遊亭円楽）であるため、挨拶で楽太郎の長舌を受けて「私にはそういう難しいことはわからないんですが…」と頭を振りながらうそぶくことがしばしばあった。
地方収録の際は必ず「郷土の皆様、お懐かしゅうございます。○○（地方収録の行われている地名）で生まれて、新潟で育ったこん平が、故郷に戻って参りました」とホラを吹き、2週目は「第二の故郷というのはありがたいもので、先程から友人知人が手に持ちきれないほどのお土産を持って楽屋を訪ねてきてくれております……」で始まり、「なお、会場の皆様にお知らせがございます。私の帰りのかばんには、まだ若干の余裕がございます」と挨拶した。この新潟出身を前面に出したキャラをやり始めた当初は、まだまだ落語と言えば江戸前、東京という固定観念の強い時代であり、東京、特に下町出身者以外がこのように郷土愛をアピールする例は稀だったため批判も多かったと著書で述べている。
田舎者の権助役であり、大食いキャラ・食いしん坊ネタを売りにしており、メンバーからも攻撃のネタにされていた。『笑点』メンバーの中では一番頭の周囲が大きく、被り物に頭が入らなかったことがあった。「大喜利」では、よく座布団運びの山田隆夫の悪口を言って山田に突き飛ばされたり、蹴り飛ばされたりして座布団を全部持っていかれることが多かった。いわゆる山田いじりで、この山田いじりは後に正式メンバーになった弟子のたい平にも受け継がれ、山田をいじる回答をして師匠こん平同様に突き飛ばされたり、蹴り飛ばされている。その他に肥溜めネタ（「2人は肥〈恋〉に落ちました」など）をはじめとする下品で汚いネタを得意とし、5代目圓楽から「肥溜めのこんちゃん」と渾名された。
また故郷の千谷沢村をこん平は「チャーザー村」と呼び、「日本の小京都」と称したが、メンバーからは「人がいない」「ダムの底」などと罵倒された。その一方、「世界平和」「環境保全」などを高らかに謳うネタや、「グランドピアノを施設に寄付」「ニースの別荘」といった大金持ちキャラで回答することもあった。政治ネタを扱う場合には、同じ新潟県出身である田中角栄のモノマネをすることが多かった。
自身が休演することになり、こん平の代役として出演し始めた弟子のたい平のことを当初は非常に心配しており、この頃は『笑点』を全く見ていなかった。しかし、徐々にたい平が大喜利に慣れ始めると実力を認めるようになり、40周年を機に自身の席をたい平に託すことを決意した。40周年記念特番ではたい平に正式に席を譲る旨が書かれた手紙を送っていた。

### 「チャラーン」
挨拶の締めは、会場の観客と共に「1・2・3、チャラーン。こん平でーす!!」。大元は「佐渡おけさ」であり、こん平が挨拶でうれしいお知らせをするときにチャイムの代わりとして歌っていたものが、歌の冒頭の「チャラーン」の部分だけ残り、現在の形に至る。
長らくこん平単独で「チャラーン」と叫んでいたが、2002年から観客が偶発的に呼応するようになり、同年4月14日放送分から、こん平と観客が大合唱する「視聴者参加型挨拶」と名づけた挨拶を行うようになった。初めて披露した2002年4月14日の放送では、司会の五代目圓楽から「付き合いのいいお客さんだね」と笑われた。これ以降、隣の楽太郎や歌丸は「チャラーンをやる人は愚か者」「良識ある人は絶対にやらないでください」などと観客にお願いするという、一種のフリのような挨拶を行い、全員で「チャラーン」をやる際には二人が耳を塞いで迷惑そうに対処するのが恒例化する。
しかし、こん平の療養による休演後は楽太郎を中心に、他のメンバーも全員週替わりで「チャラーン」の代行をした。こん平の弟子のたい平が代役を務めてからはその回数は減ったが、2006年元日の『大笑点』フィナーレや、同年1月22日の2000回目の放送時、テレビ新潟開局25周年を記念して、こん平の地元・長岡市で収録された同年10月15日の放送時に「師匠こん平から言われていることでありますので」とたい平が観客と共に「チャラーン」を披露。また、「日テレアナウンサー大喜利」に定期的に出演していた藤井恒久は「こん平師匠直伝の視聴者参加型挨拶 最後の継承人」として、挨拶の際は必ず観客と一緒に「チャラーン」を行っていた。正蔵の弟でこん平の直弟子である2代目林家三平（当時の芸名は林家いっ平）もメンバーになる前の2005年4月に番組内で行われた9代目林家正蔵襲名披露口上の席上で、師匠快癒を祈念して「チャラーン」を披露した。
ちなみに、1999年の新春師弟一門大喜利にて、当時2ッ目だったたい平と共に師弟揃い踏みで「チャラーン」を披露したが、大喜利での師弟揃い踏みの「チャラーン」はこの時が唯一である（後にこん平の弟子でかつたい平の妹弟子でもあるぼたんの真打昇進披露口上と24時間テレビのたい平のマラソンスタートの際などで師弟「チャラーン」は実現している）。
2003年8月10日に座布団10枚を達成し、その賞品としてタヒチ旅行を獲得した際はフランス語で「アン（un,1）、ドゥ（deux,2）、トロワ（trois,3）、チャラーン！」と叫んでいた。

## 追悼番組
- 『笑点』（日本テレビ、2021年1月31日）- 大喜利では、1問目に追悼企画として「チャラーン」を使った問題が出題された[25]。
- 『ラジオ寄席　ありがとう林家こん平さん』（TBSラジオ、2021年1月24日）- 「越後育ち」を放送。ゲスト林家たい平。
- 『なごやか寄席 林家こん平特別編』（東海ラジオ、2021年1月31日） - 「県人会」（1982年収録）、「鮑のし」（1984年収録」を放送。

## 一門弟子
師匠である初代林家三平の死去に伴い、ぎん平からのん平及びとんでん平が、兄弟子であるこん平の門下に移籍した。その中には初代三平の長男で後にこん平から一門の総帥を受け継ぐことになるこぶ平（現在の9代目正蔵）もいた。いずれも初代三平死去時に真打には昇進していなかったため、預かり弟子となっている。このため、こん平の直弟子はうん平及びしゅう平以降である。

### 直弟子
- 林家源平 - 初代林家三平門下から移籍
- 林家種平 - 初代林家三平門下から移籍
- 林家かん平 - 初代林家三平門下から移籍
- 9代目林家正蔵 - 初代林家三平門下から移籍
- 林家鉄平 - 初代林家三平門下から移籍
- 林家しん平 - 初代林家三平門下から移籍
- 林家錦平 - 初代林家三平門下から移籍
- 林家うん平
- 林家のん平 - 初代林家三平門下から移籍
- 林家とんでん平 - 初代林家三平門下から移籍
- 林家しゅう平
- 林家たい平
- 2代目林家三平
- 林家ぼたん

### 色物
- 林家まる子 - 漫談
- 翁家勝丸 - 太神楽
- 三増紋之助 - 曲独楽

### 廃業
- 林家ぎん平 - 初代林家三平門下から移籍
- 林家すい平
- 林家ひらり
- 林家謙信平 - もん平改メ

### 破門
- 林家ばん平
- 林家らぶ平 - 2005年8月破門、現在はらぶ平としてフリーで活動

## 出演

### テレビ番組
- 金曜夜席（1965年 - 1966年、日本テレビ）- 笑点の前身番組。
- 笑点（1966年 - 2004年、日本テレビ） - 降板後は不定期出演[26]。
- 紅白なんでも合戦（1966年 - 1969年、日本テレビ）
- 今週の爆笑王（1968年、TBSテレビ）
- 売込みハート作戦（1969年、フジテレビ）
- あなたがえらぶチャレンジショー（1970年、日本テレビ）
- ピロピロゲーム（1970年、テレビ朝日）
- 60分笑いっぱなし!!（1972年、日本テレビ）
- 第14回日本レコード大賞（1972年、TBSテレビ・ラジオ） - 銀座4丁目交差点担当レポーター、5代目圓楽と共演
- 初詣!爆笑ヒットパレード（1973年、フジテレビ）
- 新・底ぬけ脱線ゲーム（日本テレビ）
- スターチャレンジ!!（テレビ朝日）
- クイズダービー（TBSテレビ）
- 笑っていいとも!（1989年4月25日、フジテレビ） - テレフォンショッキングゲスト出演（山本小鉄からの紹介）。2003年に放送されたコーナー「林家こんぺいとうゲーム」では、ジングルの音声を担当。
- 探偵!ナイトスクープ（2000年、朝日放送） - 「オチはどこにある?（探偵:北野誠）」に出演（終盤では山田隆夫も座布団運びで出演）
- 番組対抗かくし芸大会（日本テレビ）
- ふるさと日本のことば（2000年、NHK教育）
- 24時間テレビ（日本テレビ） - （1988年〜2004年〈24時間テレビ チャリティー大喜利〉、2014年～2016年）

### 構成作家担当
- 巨泉×前武ゲバゲバ90分!（日本テレビ）

### テレビドラマ
- 窓からコンチワ（1967年、TBSテレビ） - そば屋の息子・茂
- プレイガール 第101話「男殺しの二匹の牝犬」（1971年、12ch） - 辰平
- おらんだ左近事件帖（1971年 - 1972年、フジテレビ） - 下っ引き金太
- 人形佐七捕物帳 第3話「呪われた錦絵美人」（1977年、テレビ朝日） - 口上男
- 新・座頭市 第2シリーズ 第2話 「目なしだるまに春が来た」（1978年1月16日、フジテレビ） - 三吉

### ラジオ番組
- こん平・かえるのおしかけ歌謡曲（TBSラジオ）
- 歌謡大行進（文化放送） - ジュディ・オングと共演
- 東海ラジオ ショーナイター（1973年、東海ラジオ）

### CM
- 二木の菓子
- 二木ゴルフ
- NEC-HE「ハイユニケット」（電気毛布、1970年代前半ごろ）
- スズキ 「ユーディーミニ」（バイク、1970年代後半ごろ）
- SCジョンソン 「パイプユニッシュ」（師匠三平の妻海老名香葉子と共演）
- 木曽路 (企業)「しゃぶしゃぶのたれ」
- 三菱農機（1990年代後半ごろ）
- 関西クインビーチェーン（関西ローカル）
- 根本観光グループ（関東ローカル）
- 新潟県交通災害共済
- きむら食品
- ペヤング 「野菜ラーメン」

### 映画
- 君は恋人（1967年、日活）
- ザ・スパイダースのゴーゴー向こう見ず作戦（1967年、日活）
- 涙の季節（1969年、日活）
- 生徒諸君!（1984年、日本ヘラルド映画） - 村の男

## レコード
- お客様は神様です/○か×か（やってみなけりゃわからない）（1973年） ※共演：三沢ナミ
- コシヒカリ音頭/こん平音頭（1979年11月） ※共演：三田ゆかり。日本コロムビアのヒット賞を受賞[27]。「コシヒカリ音頭」は1977年に雪割草が発表した曲[28]のカバーで、後に演歌女子ルピナス組がカバーした。
- どんぶり音頭/乗んなせえや音頭（1982年6月）

## 高座音源
- 宮戸川（23分。第267回 国立名人会、大取。平成16年〈2004年〉 5月22日、会場：国立演芸場[29]）

## 著書
- チャランポラン闘病記〜多発性硬化症との泣き笑い2000日（2010年、講談社） ISBN 9784062161275